# Comarch
A Comarch é uma casa de software multinacional polonesa e integradora de sistemas com sede em Cracóvia, Polônia. A Comarch presta serviços em áreas como as Telecomunicações, Finanças e Banca, o Sector dos Serviços e a Administração Pública. Seus serviços incluem faturamento, sistemas de Enterprise Resource Planning (ERP), segurança de TI, arquitetura de TI, soluções de gerenciamento e terceirização, Customer Relationship Management (CRM) e suporte de vendas, comunicação eletrônica e inteligência de negócios e soluções em nuvem para vários negócios. Janusz Filipiak e sua esposa Elżbieta Filipiak (presidente do conselho fiscal) são os principais acionistas da empresa. 

## História
A Comarch foi fundada em 1993 pelo professor Janusz Filipiak, um cientista titular em licença da AGH University of Science and Technology em Cracóvia. Desde então, a empresa construiu uma rede internacional de subsidiárias. Hoje, o Comarch Group emprega mais de 6.500 funcionários em 30 países ao redor do mundo, com um fluxo de receita anual estável de mais de US$ 300 milhões. Em 2014, a empresa abriu escritórios no Chile e na Espanha. Em 2015, foi constituída uma empresa na Malásia, Suécia e Itália, em 2016 ingressaram empresas da Argentina, Colômbia e Peru, e em 2017 começaram a operar filiais na Arábia Saudita. 
A Comarch é uma corporação de capital aberto listada no principal mercado da Bolsa de Valores de Varsóvia e o valor total das ações da empresa em 12 de junho de 2006 ultrapassou PLN 1 bilhão. O Comarch Corporate Group  compreende filiais internacionais (como Comarch AG, Comarch SAS, Comarch, Inc. e outras) e o clube de futebol de Cracóvia MKS Cracovia SSA. SoInteractive, um provedor de engajamento e gamificação, é uma empresa associada.  Em 27 de abril de 2012, a Comarch comprou 100% das ações da Esaprojekt. Em 21 de julho de 2015, a Comarch adquiriu 42,5% das ações da empresa americana Thanks Again LLC, especializada em soluções de fidelidade e sistemas de CRM.  Em 2016, a Comarch exportou seus próprios produtos e serviços no valor de PLN 661,1 milhões, o que representa quase 60% da receita total. Em novembro de 2017, a Comarch venceu a licitação para manutenção do sistema KSI para ZUS.  Em 4 de abril de 2017, a Comarch adquiriu 100% das ações da empresa polonesa Geopolis. 